# Dumače
Dumače is een plaats in de gemeente Petrinja in de Kroatische provincie Sisak-Moslavina. De plaats telt 369 inwoners (2001).